# Vilablareix (kommunhuvudort)
Vilablareix är en kommunhuvudort i Spanien.   Den ligger i provinsen Província de Girona och regionen Katalonien, i den östra delen av landet, 600 km öster om huvudstaden Madrid. Vilablareix ligger 111 meter över havet och antalet invånare är 2 194.
Terrängen runt Vilablareix är platt åt sydväst, men åt nordost är den kuperad. Runt Vilablareix är det ganska tätbefolkat, med 60 invånare per kvadratkilometer. Närmaste större samhälle är Girona, 5,1 km nordost om Vilablareix. Runt Vilablareix är det i huvudsak tätbebyggt.